# Castelo Henrique Lage
O Castelo Henrique Lage é uma construção de 1919, feita na base da Serra do Rio do Rastro, no município de Lauro Müller, no estado de Santa Catarina. Trata-se de uma réplica de um castelo suíço com um mirante em forma de torre circular e jardins.
Foi construído por Henrique Lage, o maior responsável pelo desenvolvimento da siderurgia e da exploração do carvão no estado de Santa Catarina, para Gabriella Besanzoni, uma cantora italiana de ópera com quem se casou e foi morar no Rio de Janeiro, onde já havia construído outro castelo, hoje transformado no Parque Lage.
O castelo foi restaurado, sendo transformado em pousada, porém a pousada funcionou por pouco tempo. Em 1998 o local foi tombado pela Fundação Catarinense de Cultura e atualmente pertence ao Grupo Salvaro.